# 공주 갑사 대성암 목조보살좌상
공주 갑사 대성암 목조보살좌상은 충청남도 공주시, 갑사에 있는 조선시대의 불상이다. 2013년 12월 20일 충청남도의 유형문화재 제230호로 지정되었다.

## 개요
대성암은 갑사의 산내암자로 현재 인법당에는 목조보살좌상이 주불로 모셔져 있으며 대성암의 대성(大聖)이 문수보살을 의미하는 점에서 문수보살로 봉안되어 있다.
목조보살좌상의 신체는 머리에 비해 어깨가 폭이 넓고 허리가 길며, 무릎 폭이 넓어 전체적으로 균형감 있는 비례를 보이며 머리에 쓴 보관(寶冠)은 나무로 만든 보관판에 봉황(혹은 학), 구름, 모란, 화문, 화염문 등의 장식문양을 따로 제작하여 부착하였다. 보관의 좌우에는 두 개의 관대가 바람에 날리듯 U자형을 이루고있음. 비록 보관에 보살의 존명을 알 수 있는 도상은 표현되지 않았지만 보관의 제작 기법과 장식 문양 등이 조선후기 전형적인 형식을 보이고 있다.
목조보살좌상의 상호는 둥글넓적한 얼굴형에 코는 높고 반듯하며 반개한 두 눈과 가느다란 입술 등이 조화를 이루어 단정한 인상을 풍기고 있으며 목에는 삼도가 선명하며 드러난 가슴은 양감을 살려 조각하였음. 착의법은 대의를 두르고 안에 편삼을 걸친 이중착의법을 하고 있다. 드러난 가슴에는 내의가 가로지르며 오른손에 걸친 편삼과 왼쪽 대의 자락은 배부분에 겹쳐져 양쪽으로 벌여져 있는데 그 옷자락의 흐름이 자연스럽고 어깨에 걸쳐 흘러내리는 옷주름은 단순하지만 주름의 깊고 얇음의 변화를 주었으며 하반신을 덮은 대의는 오른쪽 자락에 조각의 깊이에 변화를 주어 입체감 있게 표현하고 왼쪽 자락은 이보다 단순화하였다. 양손은 별조(別造)하여 손목에 끼운 형식으로, 오른손은 어깨 위로 올리고 왼손은 앞으로 내밀고 있으며 연꽃봉우리와 연잎이 조각된 가지를 지물로 들고 있다.
제작연대는 알 수 없지만 보살상의 상호와 신체표현 및 착의법 등에서 조선후기 보살상의 조각적 특징을 가지고 있는데, 특히 조각 수법에 있어 금산 보석사 목조석가여래삼존좌상(충청남도 유형문화재 제214호)과 갑사 대광전 목조아미타삼존좌상과 매우 유사하다. 단 이 불상들 역시 발원문이 발견되지 않아 정확한 제작연대를 알 수 없다.
목조보살좌상은 가로와 세로의 비례가 거의 비슷한 사각형의 각진 얼굴형에 옆으로 긴 눈과 오똑 솟은 높은 코, 옆으로 긴 입술에서 오는 굳은 표정은 17세기 충청도에서 활동한 혜희(惠凞)의 특징을 보이고 있다. 특히 갑사에는 내원암, 대성암, 대적전 등에 혜희 또는 혜희로 추정되는 불상들이 전하고 있어 주목된다. 현재 기록이나 현존하는 불상을 통해 알려진 혜희의 작품은 9점인데 그 중 전라북도 익산 숭림사 안심당 목조여래좌상, 1641년 전라북도 완주 송광사 소조삼세불상, 공주 갑사 보장각 내원암 목조여래좌상, 전라북도 김제 금산사 대장전 불상, 보은 법주사 목조관음보살좌상, 전라북도 전주 일출암 목조약사여래좌상 등 전라북도와 충청도에 있는 작품이 거의 대부분을 차지하고 있음. 이외 에도 금산 보석사, 부여 대조사 등에도 헤희 또는 그의 영향을 받은 작품들이 남아 있어 혜희는 전라북도 내지 충청도를 대표하는 조각승이라 할 수 있다.

## 참고 자료
- 공주 갑사 대성암 목조보살좌상 - 국가유산청 국가유산포털